# Metaforă
Metafora (din greacă: metapherin) este o figură de stil prin care se trece de la sensul obișnuit al unui cuvânt la alt sens, prin intermediul unei comparații subînțelese. Procesul de realizare a metaforei constă în "punerea semnului identității între două obiecte diferite (lucruri, ființe, persoane) prin numele lor, pe baza unei analogii".
Figură de stil/trop prin care se trece de la semnificația obișnuită a unui cuvânt (expresie), la o altă semnificație, pe care cuvântul (expresia) nu o poate avea, decât în virtutea unei analogii, fără unificarea totală de sens. Transferul conduce la imagini artistice, inedite și implică, adesea, termeni distincți ca înțeles ori chiar aflați în opoziție: concret - abstract.

## Exemple
Metafora din poezia eminesciană „Melancolie”:
Părea că printre nouri s-a fost deschis o poartă,
Prin care trece albă regina nopții moartă.
Această metaforă presupune o comparația inițială: luna ca o regină moartă a nopții, comparație bazată pe două similitudini: paloarea astrului și a unei ființe moarte, unicitatea lunii pe cerul nopții și prezența ei dominantă față de celelalte corpuri cerești, însuși care apare și în alte poezii ale lui M. Eminescu. De exemplu, în Scrisoarea I:
Lună tu, stăpân-a mării, pe a lumii boltă luneci.(...)
În cazul imaginii artistice din poezia Melancolie, comparația apare prescurtată, în lipsa adverbului de comparație (cu valoare de prepoziție) ca și a termenului lună, în acest mod realizându-se concentrarea prin metaforă, care conferă o expresivitate sporită textului poetic. Contextul ne ajută să intuim primul termen al presupusei comparații chiar în absența lui, ceea ce demonstrează că în înțelegerea metaforei putem face abstracție de suportul contextului.
Metafora este o figură de stil esențială, întrucât ea stă la baza altor figuri, cum sunt personificarea, alegoria, metonimia, sinecdoca, epitetul.